# HD35502
HD35502 — хімічно пекулярна зоря спектрального класу B6, що має видиму зоряну величину в смузі V приблизно  7,3.
Вона  розташована на відстані близько 1331,3 світлових років від Сонця.

## Пекулярний хімічний вміст
Зоряна атмосфера HD35502 має підвищений вміст 
Si
.
Також виявлена значна стратифікація гелію в атмосфері.

## Магнітне поле
Спектр даної зорі вказує на наявність магнітного поля у її зоряній атмосфері.
Напруженість повздовжної компоненти поля оціненої з аналізу
крил ліній Бальмера
становить 1523,3± 341,9 Гаус.